# Československá basketbalová liga 1958-1959
La Československá basketbalová liga 1958-1959 è stata la 31ª edizione del massimo campionato cecoslovacco di pallacanestro maschile. La vittoria finale è stata ad appannaggio dello Slovan Orbis Praga.

## Risultati

### Stagione regolare
|     | Squadra                 | G  | V  | P  | PF   | PS   | Pt. | Qualificazione |
| --- | ----------------------- | -- | -- | -- | ---- | ---- | --- | -------------- |
| 1.  | Slovan Orbis Praga      | 22 | 19 | 3  | 1760 | 1440 | 41  |                |
| 2.  | Spartak Praga Sokolovo  | 22 | 19 | 3  | 1747 | 1481 | 41  |                |
| 3.  | Slávia Bratislava       | 22 | 16 | 6  | 1723 | 1492 | 38  |                |
| 4.  | Spartak ZJŠ Brno        | 22 | 15 | 7  | 1707 | 1513 | 37  |                |
| 5.  | Dynamo Praga            | 22 | 14 | 8  | 1551 | 1419 | 36  |                |
| 6.  | Iskra Svit              | 22 | 7  | 15 | 1583 | 1525 | 36  |                |
| 7.  | Slavoj Vyšehrad         | 22 | 7  | 15 | 1535 | 1685 | 29  |                |
| 8.  | Slovan Bratislava       | 22 | 7  | 15 | 1304 | 1473 | 29  |                |
| 9.  | Jednota Košice          | 22 | 7  | 15 | 1550 | 1742 | 29  |                |
| 10. | Sokol Ostrava           | 22 | 6  | 16 | 1429 | 1567 | 28  |                |
| 11. | Dukla Mariánská Lázně   | 22 | 5  | 17 | 1547 | 1699 | 27  | retrocesse     |
| 12. | Lokomotiva Karlovy Vary | 22 | 3  | 19 | 1478 | 1857 | 25  | retrocesse     |

| Československá basketbalová liga 1958-1959 |
| ------------------------------------------ |
| Slovan Orbis Praga 2º titolo               |

## Formazione vincitrice
| N° | Naz.                      | Ruolo | Sportivo        |  | Alt. |  |
| -- | ------------------------- | ----- | --------------- |  | ---- |  |
|    | Cecoslovacchia (bandiera) | C     | Miroslav Škeřík |  | 196  |  |
|    | Cecoslovacchia (bandiera) | P     | Jaroslav Šíp    |  | 180  |  |
|    | Cecoslovacchia (bandiera) |       | Jaroslav Tetiva |  | 196  |  |
|    | Cecoslovacchia (bandiera) |       | Bohuslav Rylich |  | 181  |  |
|    | Cecoslovacchia (bandiera) |       | Zdeněk Rylich   |  | 187  |  |
|    | Cecoslovacchia (bandiera) |       | Jiří Tetiva     |  |      |  |
|    | Cecoslovacchia (bandiera) |       | Jiří Matoušek   |  | 194  |  |
|    | Cecoslovacchia (bandiera) |       | Vladimír Janout |  |      |  |
|    | Cecoslovacchia (bandiera) |       | Ladislav Hronek |  |      |  |
|    | Cecoslovacchia (bandiera) |       | Josef Kraus     |  |      |  |
|    | Cecoslovacchia (bandiera) |       | Michal Vavřík   |  |      |  |
|    | Cecoslovacchia (bandiera) | All.  | Ludvík Luttna   |  |      |  |

## Fonti
- Ing. Pavel Šimák: Historie československého basketbalu v číslech (1932-1985), Basketbalový svaz ÚV ČSTV, květen 1985, 174 stran
- Ing. Pavel Šimák: Historie československého basketbalu v číslech, II. část (1985-1992), Česká a slovenská basketbalová federace, březen 1993, 130 stran
- Juraj Gacík: Kronika československého a slovenského basketbalu (1919-1993), (1993-2000), vydáno 2000, 1. vyd, slovensky, BADEM, Žilina, 943 stran
- Jakub Bažant, Jiří Závozda: Nebáli se své odvahy, Československý basketbal v příbězích a faktech, 1. díl (1897-1993), 2014, Olympia, 464 stran